# Afroblemma
Afroblemma là một chi nhện trong họ Tetrablemmidae.